# Schlacht von San Francisco
San Francisco ist ein historischer Ort in Nord-Chile in der Atacamawüste bei Tarapacá. Im Salpeterkrieg (1879–1883) kam es hier zu einer wichtigen Schlacht, die auch als Schlacht von Dolores („Batalla de Dolores“) bezeichnet wird.
Am 19. November 1879 trafen hier rund 6000 chilenische Soldaten auf die Truppen Perus und Boliviens unter General Juan Buendía. Den peruanisch-bolivianischen Truppen unterstanden 9000 Mann. Die Chilenen kamen aus Richtung Pisagua, wo die Truppen am Strand angelandet waren. Oberst Emilio Sotomayor Baeza besetzte die Hügel um San Francisco in der Pampa von Pozo Dolores.
Die Schlacht begann am Nachmittag desselben Tages. Buendía zog sich mit seinen Truppen schließlich vom Schlachtfeld zurück. Die Chilenen verloren 62 Mann und hatten 187 Verwundete. Nach dem Rückzug der Bolivianer mussten sich die Peruaner nach Tarapacá zurückziehen.
Der Sieg der Chilenen führte ebenfalls zum Rückzug der peruanisch-bolivianischen Truppen aus der Stadt Iquique, ohne dass die Chilenen die Stadt angreifen mussten.
Heute ist die Gegend, die in etwa 1100 m Seehöhe liegt, so gut wie unbewohnt.